# Савицький Микола Федорович
Микола Федорович Савицький (1894, село Усок, Ямпільський район, Сумської області — 29 вересня 1938,Чернігів) — учасник збройного опору російському більшовизму в 1918-20 рр.

## Життєпис
Народився у селі Усок Ямпільського району Сумської області. 
Здобув неповну вищу освіту.
Дружина — Антоніна Василівна, діти — Галина та Лідія.
Працював викладачем математики у Шосткинській середній школі для дорослих.
Колишній офіцер царської армії. В 1918 р. прапорщик 45 піхотного українського петлюрівського полку в Кам'янець-Подільську, командир батальйону.
1930 р.: засуджений за антисемітизм на 6 місяців примусових робіт, виправданий Верховним судом.
18 лютого 1938 р.: арештований за звинуваченням у шпигунстві на користь Німеччини в період тимчасової німецької окупації Шосткинського району в 1918 році.
21 вересня 1938 р.: засуджений за ст.ст. 54-10 ч.1, 54-6 Кримінального кодексу УРСР до вищої міри покарання (розстріл).
29 вересня 1938 р. розстріляний 29.09.1938 р. у місті Чернігів.
22 січня1957 р. був реабілітований військовим трибуналом Київського ВО.